# Royal Air Force Air Cadets
Cadets de la Royal Air Force
Les Royal Air Force Air Cadets (RAFAC) sont une organisation de jeunes volontaires et militaires parrainée par la Royal Air Force qui gère à la fois les sections de Air Training Corps (ATC) et de la Combined Cadet Force. L'organisation est dirigée par un ancien officier de la RAF en service, le commandant des Cadets de l'air.

## Historique
Avant le 1er octobre 2017, le RAFAC s'appelait Air Cadet Organisation (ACO). Au 1er avril 2014, l'ACO comptait 53.360 cadets et volontaires adultes de la force des Cadets. Les cadets sont âgés de 12 à 17 ans à leur entrée dans l'organisation et peuvent rester jusqu'à l'âge de 18 ans, ou avec une autorisation spéciale, jusqu'à l'âge de 20 ans.

### Composition
Le RAFAC est composé de :
- Quartier général des cadets de l'air à RAF Cranwell
- Deux centres nationaux d'entraînement par l'aventure des cadets de l'Air
- Plus de 900 escadrons de l'Air Training Corps au Royaume-Uni et à l'étranger
- Environ 200 contingents de la RAF de la Force combinée des cadets